# David Wojnarowicz
David Wojnarowicz (Red Bank, 14 settembre 1954 – New York, 22 luglio 1992) è stato un artista, fotografo, scrittore ed attivista per i diritti delle persone affette da AIDS statunitense.

## Biografia
Originario del New Jersey, crebbe con la madre a New York, dove frequentò, per un breve periodo, la High School of Performing Arts (dal 1970 al 1973). Abbandonati gli studi, visse per un periodo tra le strade della città e il confine canadese, dove lavorava come bracciante. La sua attività si avviò verso la fine del decennio e continuò prolificamente per tutti gli anni ottanta. Omosessuale, negli anni settanta ha realizzato la serie di fotografie Arthur Rimbaud in New York, nella quale Wojnarowicz ritrae i suoi amici nelle loro attività quotidiane per la città, mascherati con il volto del poeta francese. Morì per complicazioni legate all'AIDS nel 1992, all'età di 37 anni.

## Esibizioni
- 2010: Les Rencontres d'Arles festival, France.

## Libri
- Sounds in the Distance. (1982). Aloes Books.
- Tongues of Flame. (Exhibition Catalog). (1990). Illinois State University.
- Close to the Knives: A Memoir of Disintegration. (1991). Vintage Books, pubblicato in Italia con il titolo Sul filo della lama. Memorie della disintegrazione, traduzione di Chiara Correndo, Miraggi edizioni, 2025.
- Memories That Smell Like Gasoline. (1992). Artspace Books.
- Seven Miles a Second. (Collaborative graphic novel with James Romberger and Marguerite Van Cook, completed posthumously). (1996). Vertigo/DC Comics.
- The Waterfront Journals. (1997). Grove/Atlantic.
- Rimbaud In New York 1978–1979. (Edited by Andrew Roth). (2004). Roth Horowitz, LLC/PPP Editions.
- In the Shadow of the American Dream: The Diaries of David Wojnarowicz. (Amy Scholder, editor). (2000). Grove/Atlantic.
- Willie World. (Illustrator; written by Maggie J. Dubris). (1998). C U Z Editions.

## Film
- Postcards From America – A non-linear biography of David Wojnarowicz (Steve McLean, director)
- Fire in my Belly Filmed in Mexico and New York in 1986 and 1987, no soundtrack (David Wojnarowicz, director)
- Beautiful People Filmed in New York City in 1987, no soundtrack (David Wojnarowicz, director)

## Musica
- 3 Teens Kill 4 EP No Motive 1982
- Cross Country 3 x LP  Reading Group, su readinggroup.co. 2018

## Studi critici
- Baker, John Roman. Close to the Knives. (1993) AIDS Positive Underground Theatre.[4]
- Blinderman, Barry ed. David Wojnarowicz : Tongues of Flame, 1990, ISBN 978-0-945558-15-6
- David Wojnarowicz: Brush Fires in the Social Landscape. (1995). Aperture.
- Wojnarowicz, David, et al., ed. Amy Scholder. Fever: The Art of David Wojnarowicz. (1999). New Museum Books.
- David Wojnarowicz : A Definitive History of Five or Six Years on the Lower East Side, interviews by Sylvère Lotringer, edited by Giancarlo Ambrosino (2006).
- Carr, Cynthia Fire in the Belly The Life and Times of David Wojnarowicz (2012) St Martin's Press. ISBN 978-1-596-91533-6
- Laing, Olivia The Lonely City: Adventures in the Art of Being Alone (2016) Canongate ISBN 978-1-250-11803-5